# Rhene hirsuta
Rhene hirsuta là một loài nhện trong họ Salticidae.
Loài này thuộc chi Rhene. Rhene hirsuta được Tord Tamerlan Teodor Thorell miêu tả năm 1877.